# Svenska mästerskapen i fälttävlan 1995
Svenska mästerskapen i fälttävlan 1995 avgjordes i Tranemo . Tävlingen var den 45:e upplagan av Svenska mästerskapen i fälttävlan.

## Resultat
| Placering | Ryttare             | Häst        |
| --------- | ------------------- | ----------- |
| 1         | Regina Lamprecht    | Flash       |
| 2         | Linda Algotsson     | Lafayett    |
| 3         | Anna Wessman        | Galloways   |
| 4         | Staffan Lidbeck     | Bernhardino |
| 5         | Jenny Lindberg      | Emma        |
| 6         | Viktoria Carlerbäck | Kansas      |